# Ordovés
Ordovés (aragonesisch Ordavés) ist ein spanischer Ort in der Provinz Huesca der Autonomen Gemeinschaft Aragonien. Ordovés, im Pyrenäenvorland liegend, gehört zur Gemeinde Sabiñánigo. Der Ort hatte im Jahr 2015 zwei Einwohner.

## Geographie
Der Ort liegt etwa 22 Straßenkilometer südlich von Sabiñánigo, er ist über die N330 und danach über die Landstraße A1604 zu erreichen.

## Sehenswürdigkeiten
- Pfarrkirche San Martín aus dem 11. Jahrhundert.[1] Die Kirche ist seit 1982 ein geschütztes Baudenkmal (Bien de Interés Cultural).[2]
- Casa del Señor aus dem 17. Jahrhundert